# Conocephalus emeiensis
Conocephalus emeiensis är en insektsart som beskrevs av Shi, F-m. och Z. Zheng 1999. Conocephalus emeiensis ingår i släktet Conocephalus och familjen vårtbitare. Inga underarter finns listade i Catalogue of Life.